# FC Hard
Der FC Hard ist ein österreichischer Fußballverein aus der Gemeinde Hard in Vorarlberg.

## Geschichte

### Gründungsgeschichte und erste Jahre
Der Verein wurde am 25. Juni 1922 als Spielvereinigung (SpVgg) Hard gegründet. 1923 folgte die erste vom Verband anberaumte Freundschaftsrunde gegen schwächere Vereine, die der Verein für sich entscheiden konnte. In den Jahren 1927 und 1929 feierte man zwei Siege gegen Thüringen und Langenargen. Ebenfalls 1929 erreichte der Verein unter Trainer Hans Peterlunger erstmals den Aufstieg in die Vorarlberger B-Klasse. 1931 wurde die Sektion Skisport in den Verein aufgenommen und der neue Name des Gesamtvereins auf Sportverein Hard festgelegt. Die Fußballabteilung behielt jedoch ihren bisherigen Namen bei. Kurz danach wurde auch eine Leichtathletikabteilung eingeführt, die alsbald an den Vorarlberger Meisterschaften teilnahm. Im Zuge der Erweiterung stieß auch die erste weibliche Athletin zum Sportverein, für den Damenfußball gab es damals aber noch keine Interessentinnen.

### Aufstieg in die Vorarlberger Liga
1933 kam der ehemalige Nationalspieler Josef Brandstetter (Rapid Wien) und nahm die Harder Fußballmannschaft einmal pro Woche unter seine Fittiche. Durch den ersten Rang in der A-Klasse erreichte die Spielvereinigung 1933/34 erstmals den Aufstieg in die Vorarlberger Liga, der damals höchsten Spielklasse für Vereine aus dem westlichsten Bundesland. Mit 14 Zählern aus fünf Siegen und einem Remis belegten die Harder hinter der punktgleichen Fußballabteilung des Turnerbund Lustenau und noch vor Bludenz und Feldkirch in der Saison 1934/35 den fünften Rang und schafften damit problemlos den Klassenerhalt. Im folgenden Spieljahr musste als Tabellenletzter mit nur einem eroberten Punkt jedoch der Abstieg in die A-Klasse hingenommen werden.
In der ersten Nachkriegssaison 1945/46 gelang in einem Entscheidungsspiel die Rückkehr in die oberste Vorarlberger Spielklasse. 1947 kam es im Zuge der Wiedergründung (der Spielbetrieb musste vor Kriegsende eingestellt werden) zur Namensänderung in Fußballclub Hard. In der Saison 1948/49 feierte der FC Hard mit dem dritten Tabellenplatz in der Vorarlberger Liga nach einem spannenden Dreikampf mit Austria Lustenau und Schwarz-Weiß Bregenz seine bis dahin beste Platzierung in der obersten Liga. Im folgenden Spieljahr verpassten die Harder mit dem siebten Rang nur knapp die Qualifikation für die neu eingeführte Arlbergliga. Wiederum ein Jahr darauf erreichte der Verein erstmals das Halbfinale im Landespokal, in dem er aber mit 0:5 an Austria Lustenau scheiterte.

### Die Jahre in der Regionalliga
1989 erspielte sich der FC Hard den Meistertitel in der Vorarlbergliga und stieg damit erstmals in der Vereinsgeschichte in die drittklassige Regionalliga West auf. Gleich im Premierenjahr 1989/90 erreichten die Vorarlberger mit dem Vizemeistertitel hinter dem überlegenen FC Salzburg ihren bis dahin größten Erfolg. In der Folgesaison gelang mit dem erstmaligen Einzug in das Finale des Landespokalwettbewerbs ein weiterer Erfolg, das Endspiel selbst ging aber mit 0:1 gegen den VfB Hohenems knapp verloren. Im Spieljahr 1991/92 scheiterte der FC Hard mit nur einem Punkt Rückstand auf den FC Puch knapp am Aufstieg in die 2. Division. Dasselbe Schicksal ereilte die Vorarlberger auch in der Saison 1994/95 mit nur einem Punkt Rückstand (bei einem weit besseren Torverhältnis) auf die WSG Wattens. 1998 gelang dem Verein nach einem 2:1-Erfolg über den SC Röthis sein bislang einziger Gewinn des Landespokals.
In der Spielsaison 2001/02 gelang dem FC Hard mit dem Titelgewinn in der Regionalliga West der bis heute größte Vereinserfolg. Anders als in den Vorjahren mussten sich die Meister der drei Regionalligen mit dem neuntplatzierten Klub aus der 1. Division Aufstieg bzw. Verbleib in ebendieser in Relegationsspielen erkämpfen. Die Harder konnten dabei ihr Heimspiel gegen den Kapfenberger SV mit 2:0 für sich entscheiden, scheiterten aber mit einem 1:5 in Kapfenberg. Im Finale des Landespokals scheiterte Hard 2004 mit 0:4 erneut am VfB Hohenems.
Für das Spieljahr 2004/05 beantragten die Funktionäre des FC Hard im Glauben an ihre Chancenlosigkeit keine Lizenz für die Bundesliga. Wider Erwarten fand sich der Verein knapp vor Meisterschaftsende auf dem ersten Tabellenplatz wieder und sorgte damit für Aufregung in der österreichischen Fußballszene. Aufgrund des Lizenzentzugs für zwei Bundesligavereine und der nicht möglichen Nachreichung einer Lizenz für den FC Hard hätte bei einem Harder Titelgewinn die Meisterschaft in der Ersten Liga nur mit neun Vereinen ausgespielt werden müssen. Mit zwei Niederlagen in den beiden letzten Runden verspielte der Verein jedoch den zum Greifen nahen Titel. In der Saison 2005/06 kam der FC Hard auf den dritten Tabellenrang.
In der Saison 2006/2007 belegte das verjüngte Team hinter der Profitruppe von Red Bull Salzburg mit 60 Punkten Platz 2 und wurde somit Vizemeister, nachdem man sich auch den Herbstmeistertitel hatte sichern können.
In der Saison 2008/2009 konnte der Herbstmeistertitel errungen werden. In der Abschlusstabelle wurde der Verein jedoch nur Vierter.
Als erstes Team in der Geschichte des Vorarlberger Hallenmasters konnte der FC Hard unter Trainer Peter Jakubec das traditionsreiche Turnier zum dritten Male gewinnen.
Im November 2017 gab der Verein bekannt, wegen finanzieller Schwierigkeiten für die 1. Kampfmannschaft zum Ende der Saison 2017/18 – nach 29 Jahren ununterbrochener Zugehörigkeit in der Regionalliga – um eine Rückversetzung in den Landesverband zu ersuchen.

## Titel und Erfolge
- 1 × Vorarlberger Landescupsieger: 1998
- 2 × Landescupfinalist: 1991, 2004
- 1 × Meister der Regionalliga West: 2002
- 1 × Meister der Vorarlbergliga: 1989
- 4 × Vizemeister der Regionalliga West: 1990, 1992, 1995, 2007
- 4 × in Folge Vizemeister der Vorarlbergliga
- 6 × Sieger im Vlbg. Hallenmasters-Turnier 2002, 2006, 2009, 2011, 2013, 2016

## Bekannte Spieler und Trainer
In seiner Geschichte gelang es dem FC Hard immer wieder, bekannte ehemalige Spieler als Trainer zu verpflichten. Darunter zum Beispiel Josef Brandstätter, Wilhelm Wolf und Radoslav Zlopasa. Auch die Brüder Weissenberger – Thomas, Markus und Philipp – begannen ihre Fußballkarriere beim FC Hard. Der bekannteste der drei Brüder wurde Markus Weissenberger, der einige Spiele in der Österreichischen Nationalmannschaft bestritt und in der deutschen Bundesliga Fuß fassen konnte. Markus spielte unter anderem bei Arminia Bielefeld, Eintracht Frankfurt und 1860 München. Aber auch Thomas Weissenberger schaffte es bis in die deutsche Bundesliga. In der Saison 1992/93 spielte er beim 1. FC Nürnberg.

## Das Stadion
Das Waldstadion Hard hat 750 überdachte Tribünensitzplätze, etwa 1000 Stehplätze auf der Tribüne und ca. 800 weitere Stehplätze.